# Heliophanus sororius
Heliophanus sororius är en spindelart som beskrevs av Wesolowska 2003. Heliophanus sororius ingår i släktet Heliophanus och familjen hoppspindlar. Inga underarter finns listade i Catalogue of Life.